# Ondřej Zelinka
Ondřej Zelinka, v německojazyčných pramenech Andreas Zelinka (23. února 1802, Vyškov – 21. listopadu 1868, Vídeň) byl moravsko-rakouský politik, doktor práv a politik, který roku 1861 nastoupil do úřadu starosty města Vídeň. V této funkci setrval 7 let do své smrti roku 1868.

## Život

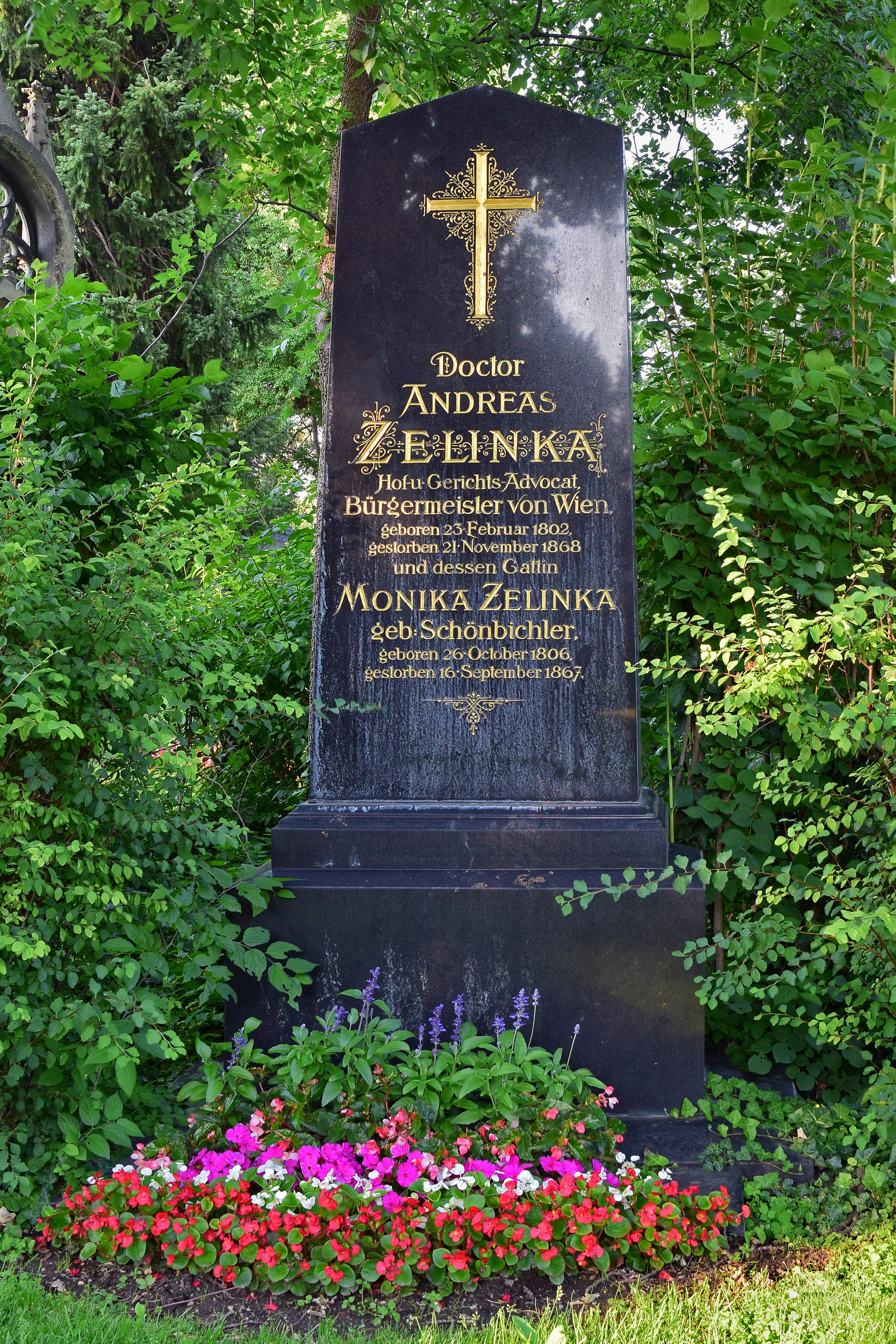
Hrob Andrease Zelinky vídeňském ústředním hřbitově

Narodil se ve Vyškově zdejšímu vrchnímu zámeckému správci jako třetí nejmladší syn ze sedmi dětí. Když mu bylo 8 let, jeho otec zemřel a on finančně zajištěný odešel do Brna k příbuzným.
V Brně studoval gymnázium a zde dokončil i studia filosofická. Roku 1821 odešel na vídeňskou univerzitu, kde absolvoval studium práv. Roku 1829 vstoupil do advokátní praxe už jako doktor práv. Zde se jako koncipient seznámil s tehdejším prezidentem nejvyššího soudního dvora hrabětem Ludvíkem Taaffem. Na upozornění hraběte se stává justiciářem několika panství u Vídně. Při choleře ve Vídni roku 1831 se stal zdravotním komisařem. Rok na to je jmenován advokátem a zakrátko notářem. Roku 1843 se stal ředitelem Severní dráhy. V roce 1848 vstoupil do politiky jako člen městské rady. Nato se roku 1851 stal místostarostou a poté starostou města Vídeň. Ač nebyl ze začátku moc oblíbený, získal uznání vysoké byrokracie. Roku 1864 vážně onemocněl. V listopadu 1867 byl jmenován doživotním členem Panské sněmovny.
Zemřel 21. listopadu 1868.
V roce 1834 se oženil s Monikou Schönbichlerovou (1806–1867), která je pohřbena po jeho boku na vídeňském ústředním hřbitově. Jejich manželství zůstalo bezdětné.

### Zajímavost
- celý svůj starostovský plat 12 500 zlatých věnoval úplně dobročinným účelům

### Pomník
- Vděčná Vídeň mu v roce 1877 postavila pomník v městském parku, který vytvořil Franz Pönninger.